# Godzilla kontra Biollante
Godzilla kontra Biollante (jap. ゴジラVSビオランテ Gojira tai Biorante) – japoński film typu kaijū z 1989 roku w reżyserii Kazukiego Ōmori. Siedemnasty film z Godzillą.

## Fabuła
Godzilla wpada do krateru Mihara. Jakiś czas później w bliskowschodnim kraju, Sarazji w laboratorium instytutu inżynierii genetycznej wybucha bomba. W tej eksplozji ginie Erika – jedyna córka znanego japońskiego naukowca, dr Shiragami – przechowywane zaś w tym laboratorium komórki ciała Godzilli ulegają zniszczeniu. Po pięciu latach od tych dramatycznych wypadków górą Mihara na wyspie Oshima wstrząsają kolejne wybuchy. Godzilla powraca. Na zlecenie rządu grupa naukowców próbuje stworzyć nieznaną dotychczas, straszliwą broń biologiczną przeciwko potworowi, będącą połączeniem komórek Godzilli oraz komórek róży (ulubionych kwiatów Eriki). Nieco później Biollante pokazuje się w wielkim jeziorze. Okazuje się, że Erika wniknęła w jego ciało.
Potwory występujące w filmie: Godzilla, Biollante

## Obsada
- Kunihiko Mitamura – Kazuhito Kirishima
- Yoshiko Tanaka – Asuka Okouchi
- Masanobu Takashima – mjr Sho Kuroki
- Megumi Odaka – Miki Saegusa
- Koji Takahashi – dr Genshiro Shiragami
- Tōru Minegishi – płk Goro Gondo
- Ryunosuke Kaneda – Seigo Okouchi
- Manjot Bedi – agent SSS9
- Kosuke Toyohara – Osamu Amezawa
- Kyoko Suzuki – Hiromi Kawai
- Derrick Homes – agent Bio-Major Michael Low
- Takashi Hunt – agent Bio-Major John Lee
- Yasuko Sawaguchi – Erika Shiragami
- Demon Kogure – on sam
- Kenpachirō Satsuma – Godzilla
- Masashi Takegumi – Biollante (pierwsza forma)
- Yoshitaka Kimura – Biollante (druga forma)
- Shigeru Shibazaki – Biollante (druga forma)

## Ciekawostki
- Kostium Godzilli został ponownie użyty w filmie Godzilla kontra Król Ghidorah[1].
- W filmie Marsjanie atakują! podczas relacjonowania marsjańskich ataków, gdy przychodzi do Osaki, to pojawia się Godzilla. Potem okazuje się, że to film Godzilla kontra Biollante oglądany przez Marsjan[2][3].
- Kurious w amerykańskiej grupy hip-hopowej Monsta Island Czars wystąpił gościnnie w albumie Take Me to Your Leader pod pseudonimem Biolante[4].